# Valentin Bondarenko
Valentin Vasiljevič Bondarenko (16. února 1937 – 23. března 1961) byl sovětský stíhací pilot vybraný v roce 1960 do prvního oddílu kosmonautů. Zemřel v důsledku popálenin, které utrpěl v průběhu patnáctidenního testu v tlakové komoře. Vláda tajila jeho smrt i to, že byl v oddílu kosmonautů, až do roku 1980, ale pouze na západě; v Sovětském svazu byla informace o jeho smrti zveřejněna až v roce 1986.

## Vzdělání
Narodil se v Charkově, jeho otec bojoval na východní frontě v druhé světové válce. Již od dětství snil Bondarenko o tom, že se stane pilotem. Nastoupil proto na leteckou školu v Charkově a současně byl členem místního leteckého klubu. V roce 1954 byl přijat na Vorošilovu leteckou akademii, později byl přeložen do Armaviru, kde absolvoval v roce 1957. Poté sloužil u sovětského letectva jako poručík.

## Oddíl kosmonautů
V dubnu 1960 byl Bondarenko vybrán do prvního sovětského oddílu kosmonautů jako nejmladší z 20 členů. V květnu začal trénovat na simulátorech lodi Vostok.

## Smrt
23. března 1961 právě probíhal desátý den jeho plánovaného patnáctidenního testu v tlakové komoře, kde bylo nejméně 50 % kyslíku. Po dokončení denní práce si Bondarenko sundal senzory z těla a umyl si kůži bavlněným tampónem namočeným v alkoholu, který pak zahodil. Tampón ale dopadl na elektrickou varnou desku, kde si Bondarenko vařil čaj. Tampón začal hořet a Bondarenko se ho pokusil uhasit rukávem vlněné kombinézy. Neuvědomil si však, že má na těle také hořlavý alkohol.
Přetlaková komora bohatá na kyslík nešla kvůli rozdílu tlaků dlouho otevřít. Lékaři komoru otevřeli až po půl hodině. Během této doby byl spálen téměř veškerý kyslík v komoře a Bondarenko utrpěl popáleniny 3. stupně na většině povrchu těla. Byl převezen do nemocnice, kde ale po 16 hodinách zemřel. Vedoucí programu pilotovaných kosmických letů Nikolaj Petrovič Kamanin dával za vinu Bondarenkovu smrt špatné organizaci a řízení experimentu.
Bondarenko byl pohřben v Charkově a v červnu 1961 dostal posmrtně Řád rudé hvězdy.

## Následky
Zpráva o nehodě a smrti Bondarenka nebyla v 60. letech zveřejněna. Bondarenko už se ale objevil na několika filmech a fotografiích prvního oddílu a jeho záhadné zmizení vedlo ke vzniku pověstí o kosmonautech umírajících při neúspěšných startech. V roce 1980 byly zveřejněny podrobnosti incidentu na západě a v roce 1986 je zveřejnil novinář Jaroslav Golovanov i v Sovětském svazu.
Bondarenkova smrt byla způsobena požárem v uzavřené komoře s vysokým obsahem kyslíku. Stejný osud postihl také astronauty Apolla 1. Později se tedy spekulovalo, že kdyby byli Sověti více otevření a zveřejnili detaily nehody, NASA mohla vědět o nebezpečí konstrukce velitelské sekce lodi Apollo a včas by provedla změny, které by smrti tří astronautů zabránily. Nicméně v roce 1966 bylo nebezpečí spojené s vysokotlakým prostředím o velkém obsahu kyslíku podrobně popsáno v amerických vědeckých publikacích, tedy bylo NASA dobře známo.

## Osobní život
V roce 1956 se oženil s lékařskou pracovnicí Galinou Rykovou. Měli spolu syna Alexandra, který se stal vojenským pilotem. Bondarenko rád zpíval a hrál tenis.